# Jan Václav Hugo Voříšek
Jan Václav Hugo Voříšek (ook: Johann Hugo Woržischek) (Vamberk, 11 mei 1791 – Wenen, 19 november 1825) was een Tsjechisch componist, pianist, organist en advocaat.

## Levensloop
Voříšek werd geboren als zoon van een schooldirecteur, die tegelijkertijd koorleider en organist was. Op deze manier kwam hij al op vroege leeftijd met de muziek in contact. Met hulp van zijn vader kreeg hij een studiebeurs, waardoor hij van 1810 tot 1813 aan de Karelsuniversiteit Praag kon studeren. Vanaf 1812 was hij leerling van Václav Jan Tomášek, van wie hij naar eigen zeggen niet veel leerde: "we kwamen helaas niet verder dan het dominant septiemakkoord". Wel zijn de 12 pianorapsodieën op. 1 geschreven naar het voorbeeld van die van Tomášek, maar Voříšek overtrof zijn leraar in durf en inventiviteit. Buiten Tomášek om leerde hij Das wohltemperierte Klavier van Bach kennen, dat een blijvende invloed op hem zou uitoefenen.
Op 22-jarige leeftijd vertrok hij naar Wenen, waar hij rechten studeerde en bij Johann Nepomuk Hummel pianoles had. In 1814 begon hij te componeren, waarin hij goeddeels autodidact was. Hij werd bekend met de kring van componisten en muzikanten rondom Ludwig van Beethoven en kwam zo in contact met Louis Spohr, Isaak-Ignaz Moscheles en vooral Franz Schubert, met wie hij al spoedig een goede vriendschap had. In 1818 werd hij lid en dirigent van de Weense Gesellschaft der Musikfreunde.
In 1821 is hij in de rechten afgestudeerd en begon hij voor de militaire rechtbank te werken. In 1823 werd hij hoforganist en ging hij pianolessen geven aan de stedelijke muziekschool.
Als componist schreef hij werken voor orkest, waaronder een symfonie, vocale muziek en werken voor piano. Hij wordt beschouwd als de eerste componist die impromptu's schreef.

## Composities

### Werken voor orkest
- 1820-1821 Symfonie in D groot, op. 23
  1. Allegro con spirito
  2. Andante
  3. Scherzo. Allegro ma non troppo
  4. Finale. Allegro con brio
- Bravoure Variaties, voor piano en orkest
- Grand Rondeau Concertant, voor viool, cello, piano en orkest, op. 25

### Missen, cantates en gewijde muziek
- Missa Solemnis in Bes, voor sopraan, alt (of: mezzo-sopraan), tenor, bas, gemengd koor en orkest, op. 24
  1. I. Kyrie
  2. II. Gloria - Et in terra pax
  3. Qui tollis peccata mundi
  4. Quoniam tu solus Dominus
  5. III. Credo - Patrem omnipotentem
  6. Et incarnatus est
  7. Et resurrexit tertia die
  8. IV. Sanctus
  9. V. Benedictus
  10. VI. Agnus Dei - Agnus dei qui tollis peccata mundi
  11. Dona nobis pacem

### Kamermuziek
- Rondo, voor strijkkwartet
- Rondo, voor viool en piano, op. 8
- Sonáta, voor viool en piano, op. 5
- Variace, voor cello en piano, op. 9

### Werken voor piano
- 6 Impromptus, op. 7
- Albumleaf
- Dvanácti rapsodiích, op. 1
  1. No. 1 in c klein - Allegro
  2. No. 2 in E groot - Allegro
  3. No. 3 in a klein - Allegro con brio
  4. No. 4 in F groot - Vivace
  5. No. 5 in f klein - Allegro
  6. No. 6 in As groot - Allegretto ma agitato
  7. No. 7 in d klein - Allegro furioso
  8. No. 8 in D groot - Veloce, ardito
  9. No. 9 in g klein - Allegro appassionato
  10. No. 10 in C groot - Allegro risvegliato
  11. No. 11 in bes klein - Allegro brioso
- Eclogue in C groot
- Fantazie, op. 12
- Impromptu in F groot
- Impromptu in Bes groot
- Le désir, op. 3
- Le plaisir, op. 4
- Rondo in G groot, op. 18 nr. 1
- Rondo in C groot, op. 18 nr. 2
- Sonata quasi una fantasia bes klein, op. 20
- Variaties in Bes groot, op. 19